# Gare de Saint-Valery-en-Caux
La gare de Saint-Valery-en-Caux est une gare ferroviaire française de la ligne de Motteville à Saint-Valery-en-Caux, située au centre-ville de Saint-Valery-en-Caux, dans le département de la Seine-Maritime en région Normandie.
Elle est mise en service en 1880 par la Compagnie des chemins de fer de l'Ouest, puis devient en 1909 une gare de l'Administration des chemins de fer de l'État avant d'être une gare de la Société nationale des chemins de fer français (SNCF). Détruite à la suite d'un accident ferroviaire dramatique en 1945 (un train de troupes emballé dans la descente vers Saint Valéry qui finit par s'écraser contre la gare en cul-de-sac, qu'il détruit entièrement), elle est reconstruite par la suite. Elle est fermée en 1994.
L'ancien bâtiment voyageurs est réaffecté en centre de services de la Communauté de communes de la Côte d'Albâtre, on y trouve notamment une boutique SNCF.

## Situation ferroviaire
Établie à 9 mètres d'altitude, la gare de Saint-Valery-en-Caux est un terminus en cul-de-sac situé au point kilométrique (PK) 201,2 de la ligne de Motteville à Saint-Valery-en-Caux, après la gare de Néville.
Voir le schéma de la ligne de Motteville à Saint-Valery-en-Caux.

## Histoire
La gare terminus de Saint-Valery-en-Caux est mise en service le 11 juin 1880 par la Compagnie des chemins de fer de l'Ouest, lorsqu'elle ouvre à l'exploitation sa ligne de Motteville à Saint-Valery-en-Caux.

## Service des voyageurs
La gare et la ligne sont fermés au trafic des voyageurs.

## Patrimoine ferroviaire
L'ancien bâtiment voyageurs, du début des années 1950, a été racheté au début des années 2000 par la communauté de communes de la Côte d'Albâtre pour être un espace de services publics, qui inclut une boutique SNCF.